# Paralabidochromis
Paralabidochromis là một chi cá thuộc họ Cichlidae. 
Nó gồm các loài:
- Paralabidochromis beadlei
- Paralabidochromis chromogynos
- Paralabidochromis crassilabris
- Paralabidochromis victoriae